# Jonathan Aspirot
Jonathan Aspirot (né le 16 mai 1999 à Mascouche, dans la province de Québec au Canada) est un joueur professionnel canadien de hockey sur glace.

## Carrière
En 2016, il commence sa carrière avec les Wildcats de Moncton dans la Ligue de hockey junior majeur du Québec. Il passe professionnel avec les Senators de Belleville dans la Ligue américaine de hockey en 2019. Le 13 avril 2020, il signe avec les Sénateurs d'Ottawa.

## Statistiques
| Saison    | Équipe                 | Ligue |    | Saison régulière | Saison régulière | Saison régulière | Saison régulière | Saison régulière |   | Séries éliminatoires | Séries éliminatoires | Séries éliminatoires | Séries éliminatoires | Séries éliminatoires |
| Saison    | Équipe                 | Ligue | PJ | B                | A                | Pts              | Pun              | PJ               | B | A                    | Pts                  | Pun                  |                      |                      |
| 2016-2017 | Wildcats de Moncton    | LHJMQ | 64 | 3                | 9                | 12               | 37               | -                | - | -                    | -                    | -                    |                      |                      |
| 2017-2018 | Wildcats de Moncton    | LHJMQ | 67 | 7                | 19               | 26               | 71               | 10               | 3 | 3                    | 6                    | 20                   |                      |                      |
| 2018-2019 | Wildcats de Moncton    | LHJMQ | 57 | 12               | 23               | 35               | 59               | 10               | 1 | 1                    | 2                    | 10                   |                      |                      |
| 2019-2020 | Senators de Belleville | LAH   | 44 | 2                | 14               | 16               | 39               | -                | - | -                    | -                    | -                    |                      |                      |
| 2020-2021 | Senators de Belleville | LAH   | 27 | 7                | 6                | 13               | 32               | -                | - | -                    | -                    | -                    |                      |                      |
| 2021-2022 | Senators de Belleville | LAH   | 47 | 5                | 13               | 18               | 52               | 2                | 0 | 0                    | 0                    | 0                    |                      |                      |
| 2022-2023 | Senators de Belleville | LAH   | 43 | 5                | 11               | 16               | 65               | -                | - | -                    | -                    | -                    |                      |                      |